# セクシーチョコレート
セクシーチョコレートは、日本で活動していたお笑いコンビ。ワタナベエンターテインメント所属。

## 略歴・概説
ワタナベコメディスクール21期生（2014年10月入学、2015年9月卒業）出身。同スクール卒業後にワタナベエンターテインメント所属となる。二人はワタナベコメディスクールで出会い、元々アメリカ好きでアメリカ人女性と組みたいと思っていたデンジャーDが入学初日から話しかけ、REINAに強く持ち掛けてコンビを結成した。
ネタはREINAの語学力を活かした漫才、コントを演じている。政治ネタを盛り込むこともあり、ネタは2人で作っている。
なお、この「セクシーチョコレート」というコンビ名は、アルコ&ピースの平子祐希がかつて組んでいたコンビ名と全く同じであるが、平子自身も現在のセクシーチョコレートの存在を知っており、REINAは自分たちのコンビを“2代目”と称している。
2016年9月にコンビを解散。

## メンバー
- デンジャーD（デンジャーディー、1990年1月5日[2] - ）
  - 神奈川県出身[6]
  - スポーツはバレーボールの経験がある。極真空手8級の資格有り[7]。
  - 音楽は洋楽を、テレビは歴史番組を好む[8]。
  - 好きな映画は千と千尋の神隠し、オーシャンズ13、スカーフェイス、スターウォーズ、プロジェクトA[8]。
  - 好きな漫画はギャングキング、CITY HUNTER、銀の匙 Silver Spoon、シャーマンキング、土竜の唄、さばげぶっ!、ヒメゴト〜十九歳の制服〜、グラップラー刃牙、ONE PIECE、花の慶次、イノサン、私がモテないのはどう考えてもお前らが悪い!、貧乏神が!、幽麗塔、ルパン三世、ゴールデンカムイ、蒼天の拳[9]。
  - 趣味はワールドカップ観戦[8]。
  - セクシーチョコレート解散後、2017年からはアンゴラ村長（元・暇アフタヌーン、現・にゃんこスター）とのコンビ「ピンクネイチャー」を組んで活動していた[10]。

- REINA（レイナ、1988年4月20日[2] - ） 
  - 詳細は、

## 出演
※REINAの単独出演については、REINA (タレント)#出演の節を参照。

### テレビ
- ありがとッ!（テレビ神奈川） - 2016年1月18日「みなと笑劇場」コーナー
- 情報ライブ ミヤネ屋（読売テレビ・日本テレビ系） - 2016年2月9日「2016年ブレーク芸人 大予想SP」
- ZIP!（日本テレビ） - 「朝コレ カルチャー」（2016年3月17日）、「ワラガチャ!」（2016年5月26日初出演）
- お笑いワイドショー マルコポロリ（カンテレ） - 2016年5月1日

### ラジオ
- 吉田照美 飛べ!サルバドール（文化放送） - 2016年3月2日